# Sangue blu (romanzo)
Sangue blu (Blue Bloods) è un romanzo dalla scrittrice statunitense Melissa de la Cruz, il primo di una serie anch'essa intitolata Sangue blu.
Il libro è stato pubblicato in lingua originale nel 2006, mentre la pubblicazione in Italia risale al 2009.
Il romanzo racconta la storia di una vampira ed ha riscosso molto successo negli ultimi anni, anche grazie alla serie Twilight, che ha spopolato tra i giovani, facendo riscoprire il genere fantasy, soprattutto le storie sui vampiri.

## Trama
Schuyler Van Alen frequenta la Duchense School di Manhattan, un'esclusiva scuola privata di New York, destinata solo ai ragazzi più ricchi e snob della città. Ma Schuyler non potrebbe essere più diversa da loro:
si veste trasandata, è povera e anche molto taciturna, perciò viene considerata da tutti una disadattata.
I suoi migliori amici sono Oliver, un ragazzo ricco e bello che ama comprare vestiti di marca, e Dylan, un ragazzo problematico, trasferitosi da poco a New York.
La vita di Schuyler cambierà di colpo quando una sua compagna di classe, Aggie Carondolet, viene trovata morta nel night club Block 122, che viene frequentato solo dai ragazzi considerati "speciali", cioè coloro che fanno parte dei Sangue blu.
Ma a creare disordine nella vita di Schuyler c'è anche Jack Force, il ragazzo più bello della scuola, che mostra improvvisamente interesse nei suoi confronti.
Jack appartiene alla famiglia Force, una delle più antiche e potenti famiglie di vampiri, sua sorella gemella Mimi Force è una ragazza viziata e totalmente snob.
Poi c'è Bliss, la migliore amica di Mimi, arrivata da poco a New York dal Texas.
Schuyler dovrà capire cosa si cela dietro l'omicidio di Aggie, e ciò la porterà a conoscere la storia dei Sangue blu e il suo destino.
i ragazzi intanto si avventurano per il bosco ove trovano il corpo di Aggie

## Saga
La saga è composta da sette libri:
- Blue Bloods (2006) - Sangue blu (2009);
- Masquerade (2007) - Bacio sacro (2009);
- Revelations (2008) - Rivelazioni (2009);
- The Van Alen Legacy (2009) - l'eredità di Shuyler (2010)
- Misguided Angel (2010) - L'angelo tradito (2011);
- Lost In Time (2011) - non disponibile in italiano
- Gates Of Paradise (2012) - non disponibile in italiano

Più due libri integrativi:
- Keys To The Repository (2010) - I segreti dei Sangue Blu(2010)
- Bloody Valentine (2011) - Le ombre di Schuyler  (2011)